# Joseph Droz
Pour les articles homonymes, voir Droz.
François-Xavier-Joseph Droz, né à Besançon le 31 octobre 1773 et mort à Paris le 9 novembre 1850, est un philosophe moraliste et historien français.

## Sa vie et son œuvre
Né d'un père trésorier de France et procureur du roi au bureau des finances de la Franche-Comté, il fait des études de droit qui l'amènent à Paris, alors en pleine tourmente révolutionnaire. En 1792, il s'enrôle dans le 12e bataillon du Doubs et sert pendant quatre ans dans l'armée du Rhin. Entre 1796 et 1803, il est professeur d'éloquence à l'École centrale de Besançon où il se lie d'amitié avec Jean-Baptiste Bernard Viénot de Vaublanc. Il retourne ensuite à Paris, où il se lie avec Ducis et Cabanis, qui l'encourage à écrire. En 1805, il fait paraître un roman épistolaire, Lina, qui est favorablement accueilli par Sainte-Beuve mais dont il interdit plus tard la réimpression dans ses Œuvres lorsque celles-ci sont réunies en 1826.
Ne pouvant vivre de sa plume, il trouve un poste dans l'administration des contributions indirectes, dite « administration des droits réunis », qui sert alors de lieu d'asile à de nombreux hommes de lettres. Il collabore ensuite à plusieurs revues et publie trois essais, Essai sur l'art d'être heureux, Éloge de Montaigne et De la philosophie morale. Ce dernier ouvrage est couronné par le prix Montyon et lui vaut d'être élu membre de l'Académie française, contre Lamartine, en 1824. Un quatrain court alors dans les salons :
« Vous avez nommé Droz ? Oui, c'est un beau génie.
Son titre, quel est-il ? Le secret d'être heureux.
Admirable secret, mais pour l'Académie,
Le secret d'être lu ne vaudrait-il pas mieux ? »
En 1832, la publication de deux nouveaux essais, Applications de la morale à la politique et Économie politique, ou Principes de la science des richesses, lui ouvre les portes de l'Académie des sciences morales et politiques. En 1839, il commence à faire paraître son œuvre majeure, pour laquelle il a recueilli des documents pendant vingt-cinq ans. Dans cette Histoire du règne de Louis XVI pendant les années où l'on pouvait prévenir ou diriger la Révolution française, il regrette les débordements de la Révolution et tâche d'en tirer la leçon pour les générations futures. Vers la fin de sa vie, il se rapproche des doctrines religieuses remises en honneur à la Restauration et publie deux ouvrages de philosophie chrétienne.
Pendant la majeure partie de sa vie, Joseph Droz n'avait eu qu'une ambition : édifier un système de philosophie morale universelle, applicable à l'individu aussi bien qu'à la société. Une nouvelle organisation économique et politique ne pouvait selon lui se concevoir sans l'apparition d'un homme nouveau, plus conscient de ses devoirs que soucieux de ses droits. « Je veux, disait-il, prouver à ceux qui me jugent avec sévérité qu'un déiste peut égaler ou surpasser dans la pratique des devoirs envers les hommes. J'aurais désiré devenir parfait, pour l'honneur de ma croyance. » Quoique peu consultés aujourd'hui, son Essai sur l'art d'être heureux et son Économie politique furent souvent réédités et leur auteur apprécié en son temps pour s'être efforcé de pratiquer les vertus dont il proclamait les bienfaits.

## Membre de société savantes
- Académie des sciences morales et politiques
- Académie des sciences, belles-lettres et arts de Besançon et de Franche-Comté[3]
- Académie française (1824)

## Publications
- Essai sur l'art oratoire (1799)
- Des Lois relatives aux progrès de l'industrie, ou Observations sur les maîtrises, les règlemens, les privilèges et les prohibitions (1801)
- Lina, ou les Enfans du ministre Albert (3 volumes, 1805)
- Essai sur l'art d'être heureux (1806) Texte en ligne (format pdf) Texte en ligne (format html)
- Éloge de Montaigne (1812)
- Études sur le beau dans les arts (1815)
- Mémoires de Jacques Fauvel (4 volumes, 1822). Roman écrit en collaboration avec Louis-Benoît Picard.
- De la Philosophie morale, ou des Différens systèmes sur la science de la vie (1823). Prix Montyon en 1824.
- Applications de la morale à la politique (1825)
- Œuvres (3 volumes, 1826-29) T1  T2  T3
- Économie politique, ou Principes de la science des richesses (1829) Texte en ligne
- Histoire du règne de Louis XVI pendant les années où l'on pouvait prévenir ou diriger la Révolution française (3 volumes, 1839-42)
- Complément du « Dictionnaire de l'Académie française » (1842). Ouvrage composé sous la direction de Joseph Droz.
- Pensées sur le christianisme, preuves de sa vérité (1842-44)
- Aveux d'un philosophe chrétien (1848)